# Ernest Manning

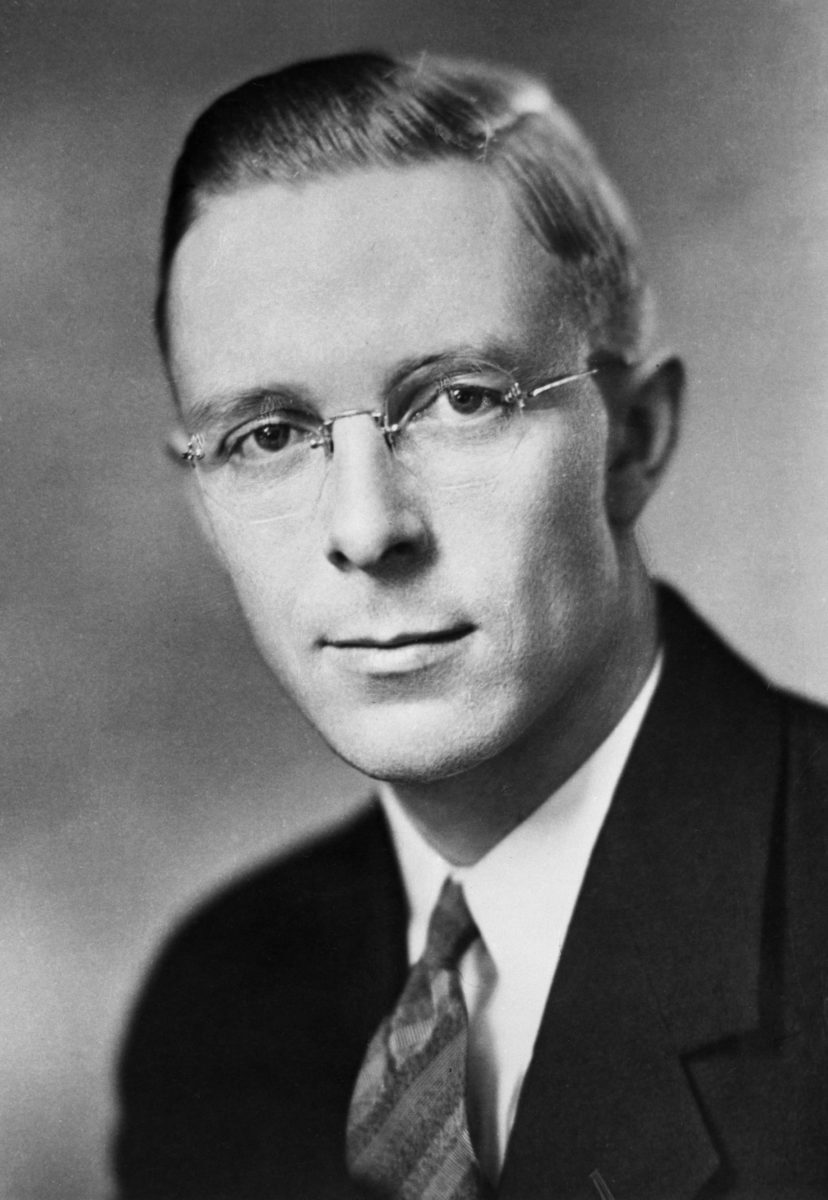
Ernest Manning

Ernest Charles Manning, PC, CC, AOE (* 20. September 1908 in Carnduff, Saskatchewan; † 19. Februar 1996 in Calgary) war ein kanadischer Politiker und Prediger. Vom 31. Mai 1943 bis zum 12. Dezember 1968 war er Premierminister der Provinz Alberta und Vorsitzender der Social Credit Party of Alberta. Seine Amtszeit von mehr als 25 Jahren ist die längste aller Regierungschefs dieser Provinz und die zweitlängste aller kanadischen Provinzpremierminister (nach George Henry Murray aus Nova Scotia). Unter seiner Führung entwickelte sich Alberta zu einer der wohlhabendsten Provinzen des Landes. Von 1970 bis 1983 vertrat er die Social Credit Party of Canada im Senat.

## Privatleben und Provinzpolitik
Manning wuchs auf einem Bauernhof im südöstlichen Saskatchewan auf. Während seiner Jugendjahre interessierte er sich mehr und mehr für die evangelikalen Radiosendungen des baptistischen Predigers William Aberhart, die ab 1925 in ganz Westkanada verbreitet wurden. 1927 schrieb er sich in Aberharts Calgary Prophetic Bible Institute ein und war der erste Absolvent dieser Institution. Ab 1930 moderierte er jeweils sonntags selbst religiöse Radiosendungen, die schließlich in ganz Kanada verbreitet wurden und eine große Zuhörerschaft fanden. Diese Tätigkeit übte er bis ins hohe Alter aus, selbst als er in der Politik involviert war.
Aberhart gründete 1935 die Social Credit Party of Alberta, nachdem die regierenden United Farmers of Alberta nicht gewillt gewesen waren, die Theorien von Social Credit in ihr Parteiprogramm aufzunehmen. Bei den Wahlen zur Legislativversammlung von Alberta im August 1935 errangen die Socreds einen völlig unerwarteten Erdrutschsieg mit mehr als der Hälfte der Stimmen. Manning wurde im Wahlkreis Calgary gewählt und Aberhart, der inzwischen Premierminister der Provinz geworden war, ernannte ihn zu seinem Stellvertreter und zum Minister für Industrie und Handel.
1936 heiratete Manning die Pianistin Muriel Aileen Preston. Zusammen hatten sie zwei Söhne, Keith und Preston. Letzterer wurde später ebenfalls ein prominenter Politiker. Preston Manning war Abgeordneter im Unterhaus und Vorsitzender der Reformpartei Kanadas, einer der Vorläufer der heutigen Konservativen Partei Kanadas.
Nach dem Ausbruch des Zweiten Weltkriegs meldete sich Manning freiwillig in der Reserve der kanadischen Armee und erhielt den Rang eines Leutnants. 1943 wurde er zum Captain (Hauptmann) befördert. Nach 1940 vertrat er im Provinzparlament den Wahlkreis Edmonton.

## Premierminister
Am 23. Mai 1943 starb William Aberhart unerwartet während eines Besuchs in Vancouver und die Delegierten der Social Credit Party wählten Ernest Manning zum neuen Parteivorsitzenden. Am 31. Mai wurde er von Vizegouverneur John Bowen zum Premierminister ernannt. Manning war nicht nur Regierungschef, sondern hatte auch verschiedene Ministerposten inne: Schatzmeister (1944–1954), Minister für Bergbau und Bodenschätze (1952–1962) und Attorney General (1955–1968). In der Legislativversammlung vertrat er ab 1959 den Wahlkreis Strathcona East.
Die Regierung verfolgte einen pragmatischeren Kurs als unter Aberhart: Sie gab die Social-Credit-Theorien auf, da sie sich auf Provinzebene allein nicht umsetzen ließen. Die Social Credit Party wandelte sich zu einer der konservativsten Parteien Kanadas. Manning versuchte auch, den Antisemitismus, der jahrelang ein Element der christlich-populistischen Rhetorik gewesen war, aus der Partei zu verdrängen. Verschiedene strenge Gesetze blieben in Kraft. So war es beispielsweise verboten, in Flugzeugen, die sich im Luftraum der Provinz befanden, Alkohol auszuschenken.
Unter Manning war Alberta beinahe ein Einparteienstaat, die Socreds erzielten bei sieben aufeinanderfolgenden Wahlen meist mehr als 50 % der Stimmen und gewannen fast alle Sitze. Gründe dafür waren fehlende politische Alternativen und vor allem die rasante wirtschaftliche Entwicklung. 1947 war bei Leduc erstmals Erdöl gefunden worden, woraufhin Alberta in kurzer Zeit zu einer der wohlhabendsten Provinzen des Landes aufstieg. Die trotz eines tiefen Steuersatzes um ein Vielfaches höheren Steuereinnahmen wurden in den Ausbau der Verkehrsinfrastruktur, des Bildungs- und des Gesundheitswesens investiert.

## Senator
Manning trat am 12. Dezember 1968 nach einer über 25-jährigen Amtszeit zugunsten von Harry Strom zurück. Zusammen mit seinem Sohn Preston gründete er eine Unternehmensberatung namens Manning Consultants Limited. Auch war er in Verwaltungsräten verschiedener Großunternehmen tätig. 1970 wurde er in den Senat von Kanada berufen. Wie sich später herausstellen sollte, war er der einzige Senator der Social Credit Party of Canada. Im selben Jahr erhielt er den Order of Canada. Manning gehörte im Senat überwiegend der Finanzkommission an, zeitweise aber auch der Wissenschaftskommission. 1980 gründete er eine Stiftung, die seit 1982 die „Manning Innovation Awards“ an Kanadier vergibt, die sich durch innovative Leistungen hervorgetan haben. 1983 musste Manning als Senator zurücktreten, da er das Alterslimit von 75 Jahren erreicht hatte.